# Chamizo

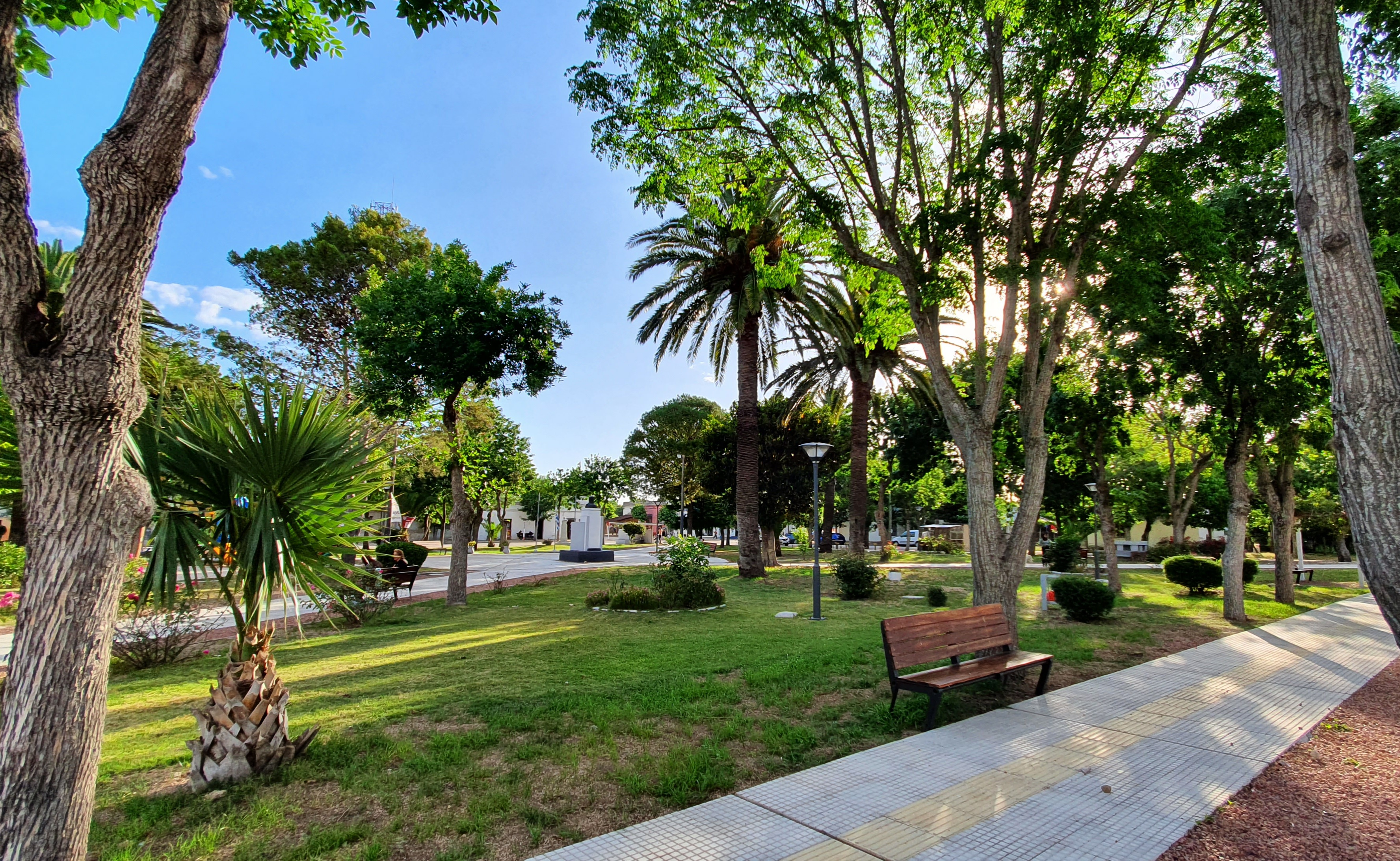
Plaza principal de Chamizo

Chamizo es una localidad uruguaya del departamento de Florida.

## Ubicación
Chamizo es una localidad situada al sur del departamento de Florida, entre el río Santa Lucía (al sur) y el arroyo Chamizo Grande (al norte), sobre la ruta 94, próximo a su empalme con la ruta 6. Dista 35 km de la ciudad de Florida y 87 km de Montevideo.

## Historia
La localidad surge como parte del proyecto de un español, Facundo Fernández, de crear un pueblo a orillas de la estación de ferrocarril.
En 1891 la empresa  Ferro Carril Central decide comprar tierras en el paraje conocido como "Chamizo" para construir una estación de ferrocarril.
La perspectiva que se abría con este nuevo emprendimiento, llevó a Fernández a proyectar la creación de un pueblo cuyo nombre sería San Facundo, que se situaría cercano a la estación y en campos que el español iría vendiendo a interesados en afincarse en la zona.
Fernández incluso donó un terreno para que allí se construyera una capilla católica.
La costumbre de llamar al paraje Chamizo, sumado a que la propia estación ferroviaria adoptó ese nombre, hicieron que la denominación de San Facundo no prosperase para referirse al núcleo poblado.
Se considera el 17 de diciembre de 1903 como fecha fundacional de la localidad. En esa fecha Facundo Fernández, vende a Ferro Carril Central un terreno para la construcción de un embarcadero de ganado. El negocio, según Julio Arrillaga, "traía la exigencia de abrir una calle hasta la "Calle Real" para la llegada normal de ganados".
Fue declarado pueblo por ley 8796 del 21 de octubre de 1931.

## Población
Según el censo del año 2011 la localidad contaba con una población de 540 habitantes.
| 6030          | 174 | 533 | 447 | 442 | 587 | 540 |
| (Fuente: INE) |     |     |     |     |     |     |

## Centros educativos
En la localidad de Chamizo encontramos dos centros educativos Colegio Santa Teresita que hoy se encuentra cerrado, pero funcionó hasta el año pasado como jardín de infantes y la Escuela Pública N.º 19

## Lugares de interés
Un lugar destacado de la localidad es la capilla de la virgen Santa Teresita, esta capilla fue restaurada en su totalidad con donaciones provenientes de Europa y tiene un especial significado para el lugar por ser Santa Teresita la patrona de la diócesis Florida-Durazno. La congregación existe desde hace más de 100 años. Aún sin capilla se hacían procesiones y misas a campo abierto. El templo fue inaugurado el 2 de mayo de 1931. cada 3 de octubre se festeja el día de Santa Teresita la mayor fiesta de concurrencia en el pueblo , llegando gente de todo el país

## Servicios de transporte
El pueblo es servido por diferentes líneas de buses de pasajeros. Las mismas lo comunican con distintas localidades del país tales como, Montevideo, Florida, San Ramón, Pando, Minas, Casupá, Melo, entre otras. Las empresas que brindan el servicio son: OPAC, Núñez, Bruno, UCOT, Turismar y Rodel (D y J Viajes).